# Illa Kosciusko
Kosciusko és una illa de l'arxipèlag Alexander, al sud-est d'Alaska, Estats Units. Es troba a prop de l'extrem nord-oest de l'illa del Príncep de Gal·les.
Té una superfície de 437,7 km², la qual cosa la converteix en la 38a illa més gran dels Estats Units, un perímetre de 167,7 km i una altura màxima de 819 msnm. Segons el cens del 2000 tenia 52 persones, totes a Edna Bay, una població de l'illa. A la costa nord-oest de l'illa hi ha el poble abandonat de Shakan.
Va rebre el nom el 1879 per William H. Dall de l'U.S. Coast and Geodetic Survey en record de Tadeusz Kościuszko.